# Heliopetes
Heliopetes là một chi bướm ngày thuộc họ Bướm nâu.